# Роженица
Роженица је насељено место у општини Покупско, у Туропољу, Хрватска. До нове територијалне организације у Хрватској место је припадало бившој великој општини Велика Горица.

## Становништво
На попису становништва 2011. године, Роженица је имала 305 становника.

## Попис1991.
На попису становништва 1991. године, насељено место Роженица је имало 323 становника, следећег националног састава:
| Попис 1991.‍  | Попис 1991.‍  | Попис 1991.‍ | Попис 1991.‍ | Попис 1991.‍ |
| ------------ | ------------ | ----------- | ----------- | ----------- |
|              |              |             |             |             |
| Хрвати       | Хрвати       |             | 313         | 96,90%      |
| Македонци    | Македонци    |             | 1           | 0,30%       |
| Срби         | Срби         |             | 1           | 0,30%       |
| регион. опр. | регион. опр. |             | 1           | 0,30%       |
| непознато    | непознато    |             | 7           | 2,16%       |
| укупно: 323  |              |             |             |             |